# Diputación provincial

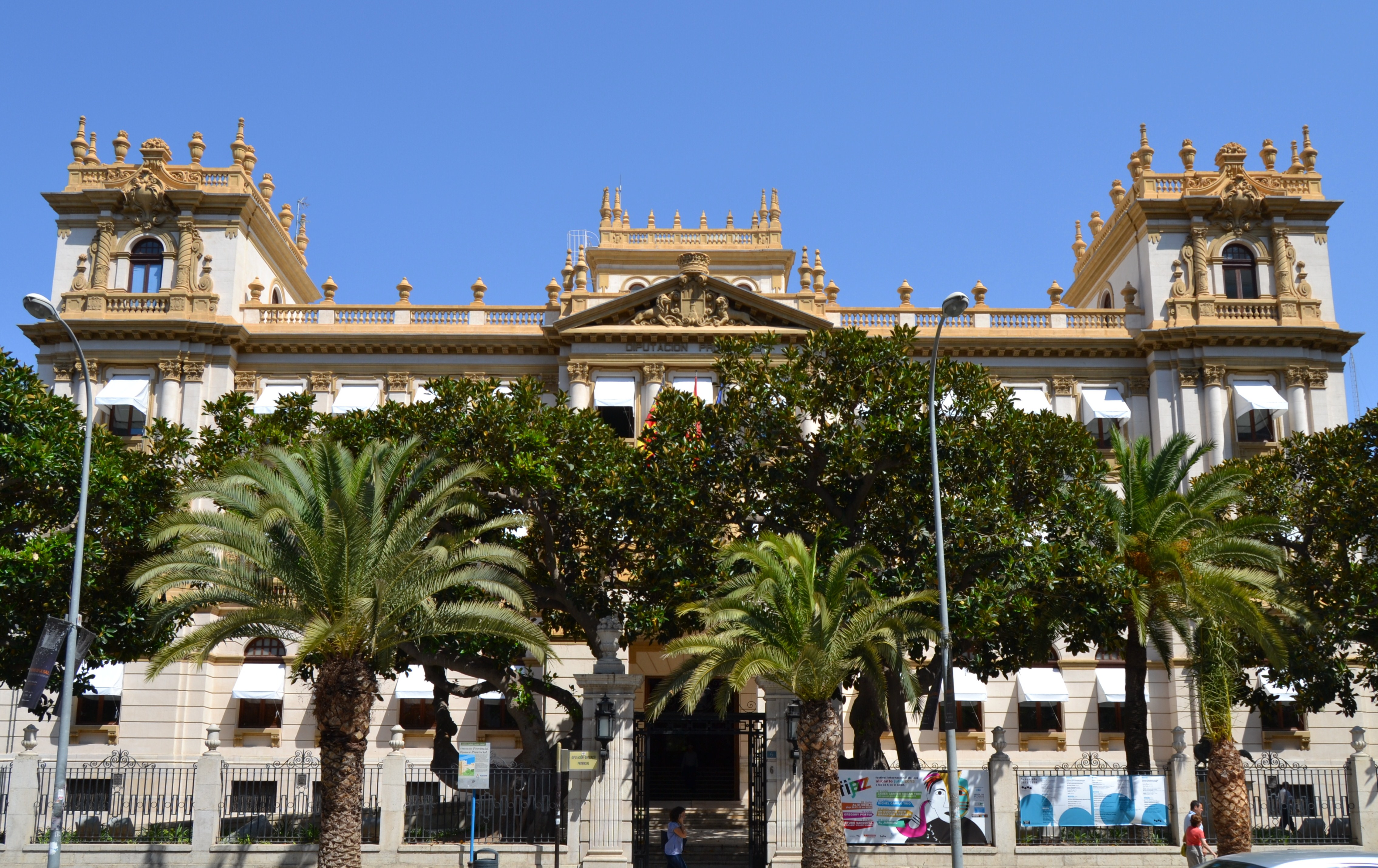
Ejemplo de sede de una diputación provincial, en este caso, la Diputación Provincial de Alicante.

La diputación provincial es la institución encargada del gobierno y la administración autónoma de las provincias españolas, como entidad local, para la cooperación necesaria en todos aquellos servicios que los ayuntamientos no pueden cubrir, asistiendo de forma técnica, jurídica y económica a los ayuntamientos para que puedan prestar los servicios de calidad. Cada diputación tiene por ámbito de actuación los límites de su provincia. De acuerdo con la constitución española de 1978 en su artículo 141, el gobierno y la administración autónoma de las provincias estarán encomendados a diputaciones u otras corporaciones de carácter representativo. Su composición actual viene determinada por las elecciones municipales de 2023.
Distintas disposiciones legales han regulado las relaciones institucionales entre las diputaciones provinciales y las comunidades autónomas y han especificado su ámbito de actuación y las competencias, con respecto a los ayuntamientos de provincia, para garantizar la prestación de los servicios de asesoramiento y cooperación a todos los ciudadanía de su territorio, y fomentar los intereses generales de la provincia.
Las diputaciones están integradas por diputados provinciales que conforman el Pleno de la misma. El Pleno elige a su vez a un presidente, vicepresidentes y una junta de gobierno. La Diputación se renueva cada cuatro años en función de los resultados habidos en las elecciones municipales de los ayuntamientos de la provincia. La sede de las diputaciones provinciales, normalmente llamado palacio provincial, se ubica en las capitales de provincia.

## Historia

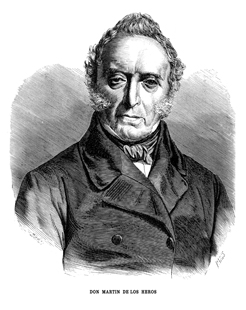
Martín de los Heros (1784-1859), ministro de la Gobernación que aprobó la creación de las diputaciones provinciales.

Las diputaciones provinciales tienen su origen en el movimiento liberal español de principios del siglo XIX. Con la constitución española de 1812 se decretó, en su artículo 325, que "en cada provincia habrá diputación, llamada provincial, para promover su prosperidad", pero su desarrollo se vio limitado por la situación interna española con la guerra de la independencia. Posteriormente, la reacción absolutista de Fernando VII impidió el desarrollo de la Instrucción para el gobierno económico-político de las provincias (1813) y de la Ley para el gobierno económico-político de la Provincia (1820), ya durante el Trienio Liberal.
Durante el reinado de Isabel II se estableció la división provincial de 1833, obra de Javier de Burgos y dos años después, sendos reales decretos del 23 y 24 de septiembre formalizaron la creación de las diputaciones provinciales ajustadas a esa división provincial. Las diputaciones, en esta primera creación, estarían compuestas por un gobernador civil (nombrado por el gobierno central), un vocal por cada partido judicial, elegido por sufragio censitario en los ayuntamientos, y un secretario sin voto. No obstante durante esta época, las diputaciones provinciales y su organización son objeto de debate y disputa entre las dos tendencias del liberalismo, el moderado y el progresista.
A partir de 1863, la diputación gana competencias y será con el artículo 99 de la constitución de 1869 cuando se introduzca una novedad importante porque los textos constitucionales de 1837 y 1845, solo remitían a leyes específicas. Con la ley de 1870 se afirmaba su carácter representativo y surgía la figura del presidente de la diputación. De ese modo, la diputación dependería menos del jefe político, es decir, de la figura gubernamental o gobernador civil. Se crea además la Comisión Provincial como una especie de órgano permanente. Entre las competencias que adquiere la diputación provincial figurarán las obras públicas (caminos y carreteras provinciales), agricultura y ganadería, quintas y milicias, beneficencia y sanidad, hacienda y educación.
A finales del siglo XIX y principios del XX, se desarrollaron varios intentos de reforma del poder local, como la ley provincial de 1882 indicaba que la Diputación tiene superioridad jerárquica sobre sus ayuntamientos, pudiendo revisar sus acuerdos. Los sucesivos proyectos intentaron conciliar las distintas ideas políticas pero no terminaron de cuajar, así, figuran los proyectos de Romero Robledo (1884), Eduardo Dato (1899) y los dos proyectos de Antonio Maura en 1903 y 1907 respectivamente. 
Durante la dictadura de Primo de Rivera se planteó una reforma provincial en 1925. Las diputaciones se convertirían en corporaciones representativas con determinados fines relacionados con la creación, conservación y mejora de los servicios e instituciones. La principal novedad de este estatuto con respecto a épocas pasadas es que planteaba que el gobernador civil no controla ahora la diputación, pero como las elecciones previstas en el Estatuto nunca se celebraron, los diputados provinciales fueron nombrados por los gobernadores civiles, por lo que las diputaciones funcionaron como "un mero apéndice de la Administración Central", afirma el investigador González Calleja.. Finalmente, la llegada de la Segunda República no planteo novedades sobre la organización de las diputaciones provinciales.
Con la implantación de la dictadura de Franco la legislación supuso una involución en el asentamiento de la autonomía local. El franquismo suprimió de forma drástica todos los elementos o caracteres democráticos de las diputaciones provinciales. La diputación y la provincia perdían poder frente al Estado:
- Ley de Bases del 17 de julio de 1945, crea la Comisión Provincial de Servicios, presidida por el gobernador civil que asume muchas competencias.
- Ley de 24 de junio de 1955, el gobernador civil, nombrado por el Gobierno central, era presidente nato de la Diputación.
- Decreto de 10 de octubre de 1958, la Comisión Provincial de Servicios se convierte en un órgano asesor del Gobernador civil y las diputaciones están obligadas a colaborar con ella.

Finalmente, con la Constitución de 1978 se rehabilita el carácter democrático de las Diputaciones. Sin embargo, la Constitución se negoció mediante intercambio de votos parlamentarios entre diferentes partidos y el compromiso fue ambiguo sobre el tema de la descentralización. Los grupos que buscaban una fórmula particular de autogobierno, tuvieron que aceptar la propuesta de los defensores del estado unitario que se centraba en el mantenimiento de las provincias como forma de controlar el territorio desde el centro. Así, los preceptos constitucionales sobre la provincia son desarrollados por la Ley de Reguladora de las Bases del Régimen Local, de 2 de abril de 1985. Se asigna a las diputaciones una serie de competencias propias; se establece la posibilidad de que el estado delegue en ellas ciertas competencias e incluso que la comunidad autónoma también lo haga.

## Funciones
Una de las funciones fundamentales de las diputaciones es colaborar en la gestión de la actividad municipal. Integran la diputación provincial, como órganos de gobierno de la misma, el presidente, uno o varios vicepresidentes, la junta de gobierno y el pleno. Asimismo existirán en todas las diputaciones una comisión informativa, obligatoria tras la modificación de la Ley Reguladora de las Bases del Régimen Local (LRBRL).
Las diputaciones tienen carácter territorial y su función es gestionar los intereses económico-administrativos de las provincias. En Canarias las funciones de las diputaciones las ejercen en cada isla los cabildos insulares, y en las Islas Baleares los consejos insulares. En algunos términos municipales españoles como los de Cartagena o Lorca, existen subdivisiones de su territorio en donde se conocen también bajo este nombre.

## Crítica
Según una publicación académica, las diputaciones provinciales han sido, desde su creación, las instituciones públicas más controvertidas de España. Según esta crítica, no fueron concebidas para servir los intereses del público ni para promover el desarrollo provincial. Su única función concreta por ley es apoyar a los municipios más pequeños. Supuestamente, solo sirven a los intereses de los partidos políticos, al distribuir cargos remunerados a los miembros del partido o sus asociados. Esto se debe a que, elegidos indirectamente, los diputados son, en la práctica, decididos por los altos funcionarios de los grandes partidos políticos, dice el autor. 
Otra publicación sugiere que las provincias son el ámbito del clientelismo político y el aparcamiento político que resulta difícil justificar. El director general de Cooperación Local (Ministerio de Política Territorial) ha afirmado que las diputaciones provinciales son un gobierno superfluo e innecesario.Un informe europeo critica la duplicación de responsabilidades entre las entidades locales.Varios partidos políticos han pedido la abolición de las diputaciones provinciales.

## Elección
Las diputaciones provinciales son órganos de elección indirecta. España se ha declarado no sujeta en toda su extensión al requisito de elecciones directas de todas las autoridades locales. La composición de su pleno se realiza por elección por los concejales electos de todos los ayuntamientos del partido judicial.
El número de diputados de cada pleno depende del número de habitantes de la provincia y se fija por ley (art. 204 de la Ley Orgánica 5/1985, de 19 de junio, del Régimen Electoral General):
| Diputados provinciales | Diputados provinciales | Diputados provinciales                                       | Diputados provinciales     |
| 25 (hasta 500.000) | 27 (500.001-1.000.000) | 31 (1.000.001-3.500.000)                                     | 51 (3.500.001-en adelante) |
| --- | --- | ------------------------------------------------------------ | -------------------------- |
| •Albacete • Ávila • Burgos • Cáceres • Ciudad Real • Lugo • Cuenca • Guadalajara • Huesca • León • Lérida • Orense • Palencia • Pontevedra • Salamanca • Segovia • Soria • Teruel • Zamora | • Almería • Badajoz • Castellón • Córdoba • Gerona • Granada • Huelva • Jaén • Tarragona • Toledo • Valladolid • Zaragoza | • Alicante • Cádiz • La Coruña • Málaga • Sevilla • Valencia | Barcelona                  |

Los diputados de cada provincia se reparten entre los partidos judiciales mediante el sistema de otorgar un diputado a cada partido judicial y luego distribuir los restantes proporcionalmente a la población. Una vez que se constituyen los ayuntamientos, se toman, para cada partido judicial, los votos de todos los partidos que han obtenido representación (al menos un concejal). Entre ellos se reparten los escaños, según el Sistema D'Hondt. Los diputados provinciales se eligen, en cada partido judicial, de entre los concejales de cada partido elegidos en algún municipio del partido judicial.

## Provincias con diputaciones provinciales

En color las provincias españolas con diputaciones provinciales o con diputaciones forales.

Existen actualmente 38 diputaciones provinciales más tres diputaciones forales. Las primeras se corresponden con las comunidades autónomas pluriprovinciales de Galicia, Castilla y León, Aragón, Cataluña, Extremadura, Castilla-La Mancha, Comunidad Valenciana y Andalucía.
Las comunidades autónomas uniprovinciales del Principado de Asturias, Cantabria, Comunidad de Madrid, Región de Murcia y La Rioja, no tienen diputaciones provinciales porque al tener una sola provincia sus funciones ya son realizadas por los parlamentos autonómicos y sus respectivos gobiernos. Lo mismo ocurre con las ciudades autónomas de Ceuta y Melilla, donde las competencias propias de las diputaciones provinciales son asumidas por los respectivos gobiernos y asambleas autonómicas. Finalmente, las provincias o territorios históricos de la comunidad autónoma del País Vasco cuentan con diputaciones forales, organismos que difieren de las diputaciones provinciales en aspectos como las competencias asumidas y el método de elección. Navarra, en la actualidad constituida como comunidad foral uniprovincial, tuvo antaño una diputación foral. 
En las comunidades autónomas insulares de Canarias (biprovincial) e Islas Baleares (uniprovincial) son los cabildos insulares y consejos insulares respectivamente los que ejercen funciones similares a las de las diputaciones en cada una de las islas.
Diputaciones provinciales actuales
| - Diputación Provincial de Albacete - Diputación Provincial de Alicante - Diputación Provincial de Almería - Diputación Provincial de Ávila - Diputación Provincial de Badajoz - Diputación Provincial de Barcelona - Diputación Provincial de Burgos - Diputación Provincial de Cádiz | - Diputación Provincial de Cáceres - Diputación Provincial de Castellón - Diputación Provincial de Ciudad Real - Diputación Provincial de Córdoba - Diputación Provincial de La Coruña - Diputación Provincial de Cuenca - Diputación Provincial de Gerona - Diputación Provincial de Granada | - Diputación Provincial de Guadalajara - Diputación Provincial de Huelva - Diputación Provincial de Huesca - Diputación Provincial de Jaén - Diputación Provincial de León - Diputación Provincial de Lérida - Diputación Provincial de Lugo - Diputación Provincial de Málaga | - Diputación Provincial de Orense - Diputación Provincial de Palencia - Diputación Provincial de Pontevedra - Diputación Provincial de Salamanca - Diputación Provincial de Segovia - Diputación Provincial de Sevilla - Diputación Provincial de Soria - Diputación Provincial de Tarragona | - Diputación Provincial de Teruel - Diputación Provincial de Toledo - Diputación Provincial de Valencia - Diputación Provincial de Valladolid - Diputación Provincial de Zamora - Diputación Provincial de Zaragoza |

Diputaciones provinciales extintas
Hasta la aprobación de sus estatutos de autonomía, las regiones uniprovinciales previamente también estuvieron dirigidas por diputaciones provinciales. Así, existieron las diputaciones provinciales de Canarias, Logroño (renombrada como de La Rioja en 1980), de Murcia, Oviedo y de Santander hasta 1982; y de  Baleares y de Madrid hasta 1983. 
Los territorios coloniales africanos de España fueron transformados en provincias entre 1956 y 1958, no obstante fueron consideradas provincias de ultramar gobernadas a través de gobernadores generales. Sin embargo, en 1959, por la ley 46/59 de 30 de julio, la provincia española del Golfo de Guinea, se divide en dos provincias españolas: Fernando Poo y Río Muni. En septiembre de 1960 quedaron constituidas la Diputación Provincial de Fernando Poo y la Diputación Provincial de Río Muni, luego de celebrarse elecciones provinciales. Estas instituciones estaban compuestas por ocho y diez miembros electos respectivamente.
Las diputaciones de Guinea continuaron existiendo durante la etapa autónoma iniciada en 1964. El territorio estuvo regido por una Asamblea General de Guinea Ecuatorial que incluía a los miembros de las dos diputaciones. Con la independencia de Guinea Ecuatorial, la constitución de 1968, las dos diputaciones provinciales fueron sustituidas por dos consejos territoriales: el Consejo Provincial de Fernando Poo y el Consejo Provincial de Río Muni.

## Presidentes de las diputaciones (2023-2027)
Las elecciones municipales de 2023 se procedió a la constitución de las diputaciones provinciales. Esto da como resultado que de las 38 diputaciones, 23 están en manos del PP; 11 (más 1 del PSC) en manos del PSOE; 2 para ERC; y, una en manos de Junts.
| Diputación  | Presidente                       | Desde | Cargo político                             | Partido | Diputados |
| ----------- | -------------------------------- | ----- | ------------------------------------------ | ------- | --------- |
| Albacete    | Santiago Cabañero Masip          | 2015  | Concejal del Ayto. de Cenizate             | PSOE    | 13/25     |
| Alicante    | Antonio Pérez Pérez              | 2023  | Alcalde de Benidorm                        | PP      | 16/31     |
| Almería     | Javier Aureliano García Molina   | 2019  | Concejal del Ayto. de Almería              | PP      | 16/27     |
| Ávila       | Carlos García González           | 2019  | Alcalde de Tiñosillos                      | PP      | 13/25     |
| Badajoz     | Miguel Ángel Gallardo Miranda    | 2015  | Alcalde de Villanueva de la Serena         | PSOE    | 16/27     |
| Barcelona   | Lluïsa Moret Sabidó              | 2023  | Alcaldesa de San Baudilio de Llobregat     | PSC     | 17/51     |
| Burgos      | Borja Suárez Pedrosa             | 2023  | Concejal del Ayto. de Burgos               | PP      | 13/25     |
| Cádiz       | Almudena Martínez del Junco      | 2023  | Concejal del Ayto. de Jerez de la Frontera | PP      | 14/31     |
| Cáceres     | Miguel Ángel Morales Sánchez     | 2023  | Concejal del Ayto de Cedillo               | PSOE    | 15/25     |
| Castellón   | Marta Barrachina Mateu           | 2023  | Alcaldesa de Vall d'Alba                   | PP      | 14/27     |
| Ciudad Real | Miguel Ángel Valverde Menchero   | 2023  | Alcalde de Bolaños de Calatrava            | PP      | 11/25     |
| Córdoba     | Salvador Fuentes Lopera          | 2023  | Concejal del Ayto. de Córdoba              | PP      | 13/27     |
| La Coruña   | Valentín González Formoso        | 2015  | Alcalde de Puentes de García Rodríguez     | PSOE    | 10/31     |
| Cuenca      | Álvaro Martínez Chana            | 2019  | Alcalde de Almonacid del Marquesado        | PSOE    | 12/25     |
| Gerona      | Miquel Noguer i Planas           | 2018  | Alcalde de Bañolas                         | Junts   | 10/27     |
| Granada     | Francisco Rodríguez Guerrero     | 2023  | Alcalde de Alhendín                        | PP      | 14/27     |
| Guadalajara | José Luis Vega Pérez             | 2019  | Alcalde de Mondéjar                        | PSOE    | 14/25     |
| Huelva      | David Toscano Contreras          | 2023  | Alcalde de Aljaraque                       | PP      | 14/27     |
| Huesca      | Isaac Claver Ortigosa            | 2023  | Alcalde de Monzón                          | PP      | 13/25     |
| Jaén        | Francisco Reyes Martínez         | 2011  | Dedicación plena                           | PSOE    | 15/27     |
| León        | Gerardo Álvarez Courel           | 2023  | Concejal del Ayto. de Bembibre             | PSOE    | 10/25     |
| Lérida      | Joan Talarn i Gilabert           | 2019  | Alcalde de Bellvís                         | ERC     | 8/25      |
| Lugo        | José Tomé Roca                   | 2019  | Alcalde de Monforte de Lemos               | PSOE    | 10/25     |
| Málaga      | José Fco. Salado Escaño          | 2019  | Dedicación plena                           | PP      | 18/31     |
| Orense      | Luis Menor Pérez                 | 2023  | Alcalde de Pereiro de Aguiar               | PP      | 12/25     |
| Palencia    | Mª Ángeles Armisén Pedrejón      | 2015  | Concejala del Ayto. de Palencia            | PP      | 14/25     |
| Pontevedra  | Luis López Diéguez               | 2023  | Concejal del Ayto. de Rodeiro              | PP      | 14/27     |
| Salamanca   | Francisco Javier Iglesias García | 2011  | Dedicación plena                           | PP      | 15/25     |
| Segovia     | Miguel Ángel de Vicente Martín   | 2019  | Alcalde de Collado Hermoso                 | PP      | 15/25     |
| Sevilla     | Javier Fernández de los Ríos     | 2023  | Alcalde de La Rinconada                    | PSOE    | 15/31     |
| Soria       | Benito Serrano Mata              | 2019  | Alcalde de Golmayo                         | PP      | 13/25     |
| Tarragona   | Noemí Llauradó Sans              | 2019  | Concejala del Ayto. de Reus                | ERC     | 9/27      |
| Teruel      | Joaquín Juste Sanz               | 2023  | Alcalde de Lidón                           | PP      | 11/25     |
| Toledo      | Mª Concepción Cedillo Tardío     | 2023  | Alcaldesa de Mocejón                       | PP      | 13/27     |
| Valencia    | Vicente Mompó Aledo              | 2023  | Alcalde de Gabarda                         | PP      | 13/31     |
| Valladolid  | Conrado Íscar Ordóñez            | 2019  | Alcalde de Matapozuelos                    | PP      | 14/27     |
| Zamora      | Javier Faúndez Domínguez         | 2023  | Alcalde de Trabazos                        | PP      | 13/25     |
| Zaragoza    | Juan Antonio Sánchez Quero       | 2015  | Alcalde de Tobed                           | PSOE    | 12/27     |